# Spodnji Razbor
Spodnji Razbor este o localitate din comuna Slovenj Gradec, Slovenia, cu o populație de 237 de locuitori.